# 3000 마일
《3000 마일》(영어: 3000 Miles to Graceland)은 미국에서 제작된 데이미언 릭턴스타인 감독의 2001년 액션 코미디 영화이다. 커트 러셀, 케빈 코스트너, 코트니 콕스, 크리스천 슬레이터 등이 출연하였고, 앤드루 스티븐스 등이 제작에 참여하였다.
1,870만 달러 제작비 대비 4,740만 달러를 벌어들이면서 박스오피스 봄이 되었다. 평론가들로부터 대체로 부정 평가를 받았으며, 2002년 제22회 골든 라즈베리상에서 최악의 영화상, 최악의 남우 주연상, 최악의 여우 조연상, 최악의 각본상, 최악의 커플상 후보에 올랐다.

## 줄거리
최근 가석방된 마이클은 네바다주 라스베이거스 외곽 사막의 한 모텔 앞에 차를 세운다. 소년 제시가 차 부품을 훔치는 걸 적발한 마이클은 제시의 엄마 시빌에게 사과를 받으면서 안면을 트고, 둘은 바로 불이 붙어 관계를 갖는다.
다음 날 아침 머피, 핸슨, 거스, 프랭클린이 마이클을 데리러 모텔로 온다. 이들은 엘비스 프레슬리 분장을 하고 엘비스 행사가 열린 리비에라 호텔을 습격한다. 총격전 끝에 프랭클린이 사망하고, 나머지 넷은 다시 모텔로 도망한다.
모텔에서 핸슨과 머피가 프랭클린 몫을 두고 싸우다가 머피가 핸슨을 죽인다. 남은 셋이 시체를 묻은 뒤 머피는 거스와 마이클마저 쏘아 버린다.
하지만 방탄복을 입고 있던 마이클은 살아남고, 머피가 부주의한 운전 탓에 도로 밖으로 미끄러져 정신을 잃은 사이에 먼저 모텔로 돌아온다. 돈을 챙긴 마이클은 자기들도 데려가라는 시빌의 간청에 못 이겨 시빌, 제시와 함께 아이다호주 돈 세탁업자에게로 향한다.
하지만 잠시 식당에 들린 틈을 타 시빌은 제시를 버리고 마이클의 돈과 지갑을 훔쳐 홀로 돈 세탁업자에게 향하는데...

## 출연진
- 커트 러셀 - 마이클 제인 역
- 케빈 코스트너 - 토머스 J. 머피 역
- 코트니 콕스 - 시빌 웨인그로 역
- 크리스천 슬레이터 - 핸슨 역
- 케빈 폴랙 - 연방 보안관 더미트리 역
- 데이비드 아켓 - 거스 역
- 존 러비츠 - 제이 피터슨 역
- 하우이 롱 - 잭 역
- 토머스 헤이든 처치 - 연방 보안관 퀴글리 역
- 보킴 우드바인 - 벤저민 프랭클린 역
- 아이스티 - 해밀턴 역
- 루이 롬바디 - 오토 싱클레어 역
- 폴 앵카 - 카지노 도박대 관리자 1 역
- 데이지 매크래킨 - 메건 역

## 기타 제작진
- 라인 제작: 조지프 패트릭 핀
- 공동 제작: 제임스 홀트
- 배역: 팸 딕슨
- 미술: 로버트 더비코
- 의상: 메리 E. 매클라우드
- 배역 부문: 스튜어트 에이킨스, 숀 코시
- 음악 감독: 로빈 어댕

## 사운드트랙
1. "Killing Time" - 헤드 PE
2. "It's Gonna Kill Me" - 필터
3. "Bleeder" - 너싱페이스
4. "Mansion on the Hill" - 앨라배마 3
5. "Smartbomb" - BT
6. "In 2 Deep" - 케니 웨인 셰퍼드
7. "Who's Your Uncle?" - 엉클 크래커
8. "Come in Hard" - 하드녹스
9. "New Disease" - 스파인섕크
10. "Angel Dust" - 벤더
11. "Vapor Trail" - 더 크리스털 메소드
12. "Loaded Gun" - 헤드노이즈
13. "Franklin's Requiem" - 조지 S. 클린턴
14. "Such a Night" - 엘비스 프레슬리

## 우리말 녹음
SBS 성우진
- 양지운 - 마이클 (커트 러셀)
- 이정구 - 머피 (케빈 코스트너)
- 강희선 - 시빌 (코트니 콕스)
- 임은정 - 제시
- 강연숙
- 정동열
- 문관일
- 홍승섭
- 김순영
- 성완경
- 장호비
- 최원형
- 은영선
- 조영호